# 塞姆拉克鄉
46°07′N 20°56′E / 46.117°N 20.933°E
塞姆拉克鄉（羅馬尼亞語：Comuna Semlac, Arad），是羅馬尼亞的鄉份，位於該國西部，由阿拉德縣負責管轄，面積83平方公里，海拔高度90米，2011年人口3,667，人口密度每平方公里46人。